# George E. Pugh

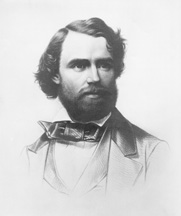
George E. Pugh

George Ellis Pugh, född 28 november 1822 i Cincinnati, Ohio, död 19 juli 1876 i Cincinnati, Ohio, var en amerikansk demokratisk politiker. Han representerade delstaten Ohio i USA:s senat 1855-1861.
Pugh studerade vid Miami University i Oxford, Ohio. Han inledde 1843 sin karriär som advokat i Cincinnati. Han var delstatens justitieminister (Ohio Attorney General) 1852-1854. Han efterträdde 1855 Salmon P. Chase som senator för Ohio. Han kandiderade sex år senare till omval men förlorade mot företrädaren Chase.
Pugh konverterade 1855 till katolicismen. Hans grav finns på Spring Grove Cemetery i Cincinnati.